# Vroege keverdoder
De vroege keverdoder (Tiphia villosa) is een vliesvleugelig insect uit de familie van de keverdoders (Tiphiidae). De wetenschappelijke naam van de soort werd voor het eerst geldig gepubliceerd in 1793 door Johann Christian Fabricius.

## Verspreiding
Het verspreidingsgebied van de vroege keverdoder strekt zich uit over Europa en Noord-Afrika. Nederland ligt aan de noordelijke rand van dit verspreidingsgebied. Vindplaatsen van deze soort binnen Nederland zijn droge omgevingen zoals stuifzand, heide en naaldbos.

## Ecologie
Vroege keverdoders parasiteren op een aantal soorten bladkevers, waaronder junikevers, Amphimallon majale en Anisoplis austriaca.